# Kerncentrale Nogent
Kerncentrale Nogent ligt in de gemeente Nogent-sur-Seine in de regio Grand Est aan de rivier de Seine. De kerncentrale Nogent is de kerncentrale die het dichtst bij de Franse hoofdstad Parijs ligt.
De centrale heeft twee drukwaterreactoren (PWR).
| reactorblok | reactortype | vermogen | begin bouw | inbedrijfname | stillegging |
| ----------- | ----------- | -------- | ---------- | ------------- | ----------- |
| Nogent-1    | PWR         | 1310 MW  | 1981       | 1988          |             |
| Nogent-2    | PWR         | 1310 MW  | 1982       | 1989          |             |

## Externe link

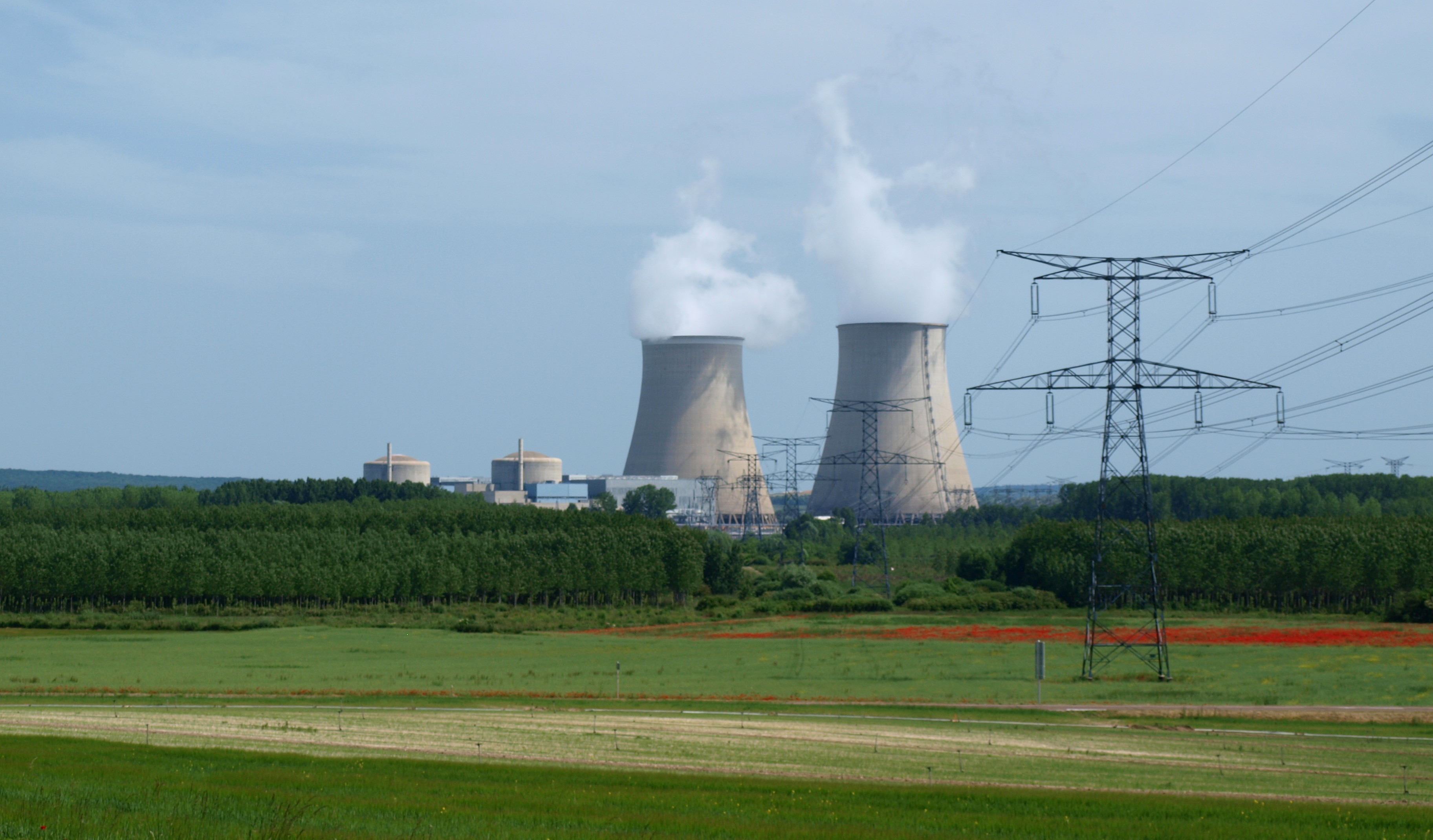
Kerncentrale Nogent